# Anna Bartáková
Anna Bartáková (ur. 2 stycznia 1933 w Pilźnie, zm. 22 maja 1983 tamże) – czeska śpiewaczka operowa i aktorka. Pracowała głównie jako solistka operetki w Teatrze Rudaw w Cieplicach oraz w Teatrze Muzycznym w Karlinie w Pradze.

## Biografia
Urodziła się 2 stycznia 1933 v Pilźnie. Ojciec Jan Hartl pracował w zakładach Škody jako urzędnik techniczny. Jej matka Anna Hartlová (nazwisko panieńskie Krátká) była krawcową.
Po ukończeniu pilzneńskiego Miejskiego Dziewczęcego Gimnazjum Realnego i zdaniu matury w liceum pedagogicznym (1951 r.) od roku 1951 nauczała w szkole powszechnej w Domažlicach, a jednocześnie wyjeżdżała do Pilzna na lekcje śpiewu do emerytowanego dyrektora opery pilzneńskiej Antonína Bartáka. Przez krótki okres studiowała w Wyższej Szkole Języka Rosyjskiego i Literatury w Pradze (1953–54 r.). Po udanym przesłuchaniu w 1954 roku otrzymała swój pierwszy angaż teatralny w chórze operetkowym Teatru Regionalnego w Czeskich Budziejowicach, ale już w tym samym roku została członkinią, a od 1956 solistką operetkową w teatrze Divadlo Josefa Kajetána Tyla w Pilźnie (1954–60 r.). W 1960 roku została solistką w zespole operetkowym Teatrze Rudaw (Krušnohorské divadlo) w Cieplicach. Swój śpiew doskonaliła pod kierunkiem prof. Jitki Švábovej. W Cieplicach zagrała jedną ze swoich najbardziej udanych ról – Elizę w musicalu My Fair Lady (premiera w 1967 r.). Za tę rolę otrzymała w 1968 roku Nagrodę Kultury Województwa Północnoczeskiego. W 1968 roku została solistką Teatru Muzycznego w Karlinie i Nuslach, gdzie pracowała do swojej przedwczesnej śmierci w 1983 roku. W ciągu swojej blisko trzydziestoletniej kariery artystycznej wystąpiła w wielu głównych rolach, głównie w klasycznych operetkach Johanna Straussa, Jacques’a Offenbacha, Franza Lehára i Oskara Nedbala, ale także w operetkach Rudolfa Frimla i Rudolfa Piskáčka oraz w wielu musicalach.
Poza stałym angażem w teatrze wystąpiła w szeregu spektakli, wystawionych przy współpracy z Centrum Kultury Praga. Występowała w kilku klasycznych operetkach, zwłaszcza w wieczornym programie „Melodie wspomnień”, który wystawiła wraz z Karelem Jahnem, wieloletnim solistą teatrów w Pilźnie, Ostrawie, Kladnie i Teatrze Muzycznym w Karlinie w Pradze oraz przy akompaniamencie fortepianu Marii Žaloudkovej, członkini Teatru Muzycznego w Karlinie.
Występowała również w wielu koncertach prowadzonych przez głównego dyrygenta HDK Miroslava Homolkę pod tytułem „Świat Operetki” oraz w programie Teatru Muzycznego w Karlinie z dyrygentami Vladimírem Raską i Přemyslem Vrhelem „Gwiazdy operetkowego nieba”. Od 1968 do 1980 r. współpracowała także z Orkiestrą Kameralną Bendy. Na liście jej repertuaru znajduje się ponad siedemdziesiąt solowych partii operetkowych, jednakże miała również bogaty repertuar operowy. Była członkinią Związku Czeskich Artystów Dramatycznych. Anna Bartáková była dwukrotnie zamężna (jej pierwszym mężem był dyrygent Albert Rosen, drugim malarz, scenograf i kostiumolog Bedřich Barták). Miała syna i córkę. Zmarła na raka 22 maja 1983 roku.

### Wykształcenie
- 1943–49: Miejskie Dziewczęce Gimnazjum Realne w Pilźnie
- 1949–50: Liceum w Pilźnie
- 1950–51: Wyższa Szkoła Pedagogiczna kształcąca nauczycieli szkół podstawowych w Pilźnie, egzamin maturalny 1951 r.
- 1953–54: Wyższa Szkoła Języka Rosyjskiego i Literatury w Pradze

### Kariera
- 1951–53: I. szkoła krajowa w Domažlicach – nauczycielka
- 1954: Teatr Regionalny w Czeskich Budziejowicach – członkini chóru operetkowego
- 1954–60: Teatr Regionalny w Pilźnie (późniejszy teatr Divadlo Josefa Kajetána Tyla w Pilźnie) – członkini chóru operetkowego, następnie solistka operetkowa
- 1960–68: Teatr Rudaw w Cieplicach – solistka operetkowa
- 1968–83: Teatr Muzyczny w Karlinie i Nuslach – solistka operetkowa

### Odznaczenia
- Nagrodę Kultury Województwa Północnoczeskiego za rok 1967 (16.4.1968)

### Udział w telewizji czeskiej
- Oskar Nedbal: Winobranie (1972)
- Rudolf Piskáček: Perly panny Serafínky (1980)